# Rafi Peretz
Pour les articles homonymes, voir Peretz.
Rafael « Rafi » Peretz (en hébreu : רַפַאֶל "רָפִי" פֶּרֶץ), né le 7 janvier 1956 à Jérusalem, est un rabbin, homme politique et ancien général israélien. De 2019 à 2021, il est le dirigeant du parti politique Le Foyer juif.

## Biographie
Né à Jérusalem de parents originaires du Maroc, Rafi Peretz est marié à Michal Heiman et est le père de douze enfants.
Après avoir vécu dans le Gush Katif jusqu'en 2005, il réside aujourd'hui à Naveh.
Peretz sert dans la Force aérienne comme pilote d'hélicoptère. Il est aussi rabbin et occupe le poste de chef du rabbinat militaire entre 2010 et 2016.
En février 2019, il est élu chef du Foyer juif (HaBayit HaYehudi). Le parti forme avec deux mouvements d'extrême droite, Résurrection et Force juive, l'Union des partis de droite dont Peretz est président et tête de liste pour les élections législatives d'avril 2019. Il est l'un des cinq élus de la liste pour la 21e législature de la Knesset.
Le 17 juin 2019, il est nommé ministre de l'Éducation par le Premier ministre Benjamin Netanyahu.
Il est réélu député sur la liste de la coalition Yamina lors des élections de septembre 2019 et de 2020.

## Polémiques
Le 1er juillet 2019, il déclare que l'assimilation des Juifs à travers le monde et particulièrement aux États-Unis était « comme une seconde Shoah », ajoutant qu'en raison des mariages mixtes ces 70 dernières années, le peuple juif avait « perdu 6 millions de personnes »,. Des propos qui seront notamment condamnés par Jonathan Greenblatt, directeur-général de l'Anti-Defamation League.
Le 13 juillet, il provoque une nouvelle polémique en exprimant lors d'une interview accordée à la chaîne 12 de la télévision israélienne, son soutien aux thérapies visant à modifier l'orientation sexuelle des personnes LGBT.
Dans un cours, il déclare également : « nous sommes au milieu de grandes étapes, de grandes étapes vers le retour de la prophétie d’Israël…. Au lieu des universités, à cette période [dans le passé], il y avait des écoles de prophétie. Nous reviendrons progressivement vers cela »